# Орден Кавалерів Пошани
Орден Кавалерів Честі або Орден Кавалерів Пошани (англ. Order of the Companions of Honour) — орден Великої Британії. Нагорода за видатні досягнення у мистецтві, літературі, музиці, науці, політиці, промисловості та релігії.

## Складності перекладу
Англійське слово «Companion» у цьому випадку точніше за все буде перекласти як «кавалер» (а не як «компаньйон» або «товариш»), тому що кавалер на ступінь нижче за лицарське звання, або нижчий розряд лицарства в інших орденах.

## Історія
Створений королем Георгом V у червні 1917 року.

## Склад
До складу ордену входять Суверен (чинний монарх Сполученого Королівства) та не більше 65 кавалерів пошани (англ. Companions of Honour), з яких первинно передбачалась квота на 45 членів з Сполученого Королівства, 7 — з Австралії, 2 — з Нової Зеландії та 11 — з інших країн, історично підконтрольних британській короні (проте з 1981 року Австралія замінила для своїх жителів нагородження цим орденом на нагородження орденом Австралії). Крім того, громадяни інших країн можуть бути додані як «почесні члени». Орден не дає лицарського звання чи іншого статусу, кавалери  ордену можуть вказувати на свою приналежність до нього, додаючи після імені (точніше, прізвища) літери «CH» (англійську абревіатуру назви ордену).
Значок ордену — овальний медальйон із зображанням дуба, щит із королівським гербом звисає з однієї гілки, а зліва — лицар в обладунках. На значку чисто синя межа має девіз «У діях вірний і в честі незаплямований» (англ. IN ACTION FAITHFUL AND IN HONOUR CLEAR) золотими літерами, й на овалі імперська корона. Чоловіки носять значок на стрічці (червона з золотою вишивкою краями) навколо шиї, а жінки на згині лівого плеча.

## Нагороджені
- 2016 : Віра Лінн — англійська співачка традиційної поп-музики, акторка.